# اللحن الأول (فلم)
اللحن الأول هو فيلمٌ لبنانيٌ أُنتج عام 1958. وهو أول فيلم يخرجه محمد سلمان. وكان من بطولة نجاح سلام، ووديع الصافي، ومحمد سلمان، وشاركهم البطولة عدد من النجوم، مثل حسن المليجي، وناديا شمعون، وكهرمان، والثنائي شامل ومرعي.

## قصة الفيلم
مطربة ناشئة تسعى للنجاح، تقابل ملحناً شاباً يتحمس لصوتها، وبعد عدد من الصعوبات، تنجح في تقديم الاستعراض الموسيقي الذي كانت تحلم به.

## مصدر
1. ↑  محمد سلمان.. «المطرب المنحوس» الذي عاش بفضل خرافة نسخة محفوظة 2020-12-11 على موقع واي باك مشين.
2. ↑  “بيروت في البال”- ذكريات ملحّة عن ساحة البرج والسينمات: دنيا، الريفولي، كابيتول وفينوس. نسخة محفوظة 26 ديسمبر 2020 على موقع واي باك مشين.
3. ↑  محمود قاسم، موسوعة الأفلام الروائية في مصر والعالم العربي، الجزء الثاني، الهيئة المصرية العامة للكتاب، 2006، ص 383.

## وصلات خارجية
- مقالات تستعمل روابط فنية بلا صلة مع ويكي بيانات